# Jefrem Milutinović
Pour les articles homonymes, voir Milutinović.
Jefrem (Milutinović) (en serbe cyrillique : Јефрем Милутиновић), né le 15 avril 1944 à Busnovi, est le sixième évêque orthodoxe de l'éparchie de Banja Luka.

## Biographie
Jefrem Milutinović est né au village de Busnovi près de Prijedor (aujourd'hui dans la république serbe de Bosnie), le 15 avril 1944. Il a effectué ses études élémentaires dans son village natal et ses études secondaires au lycée de Sanski Most. En 1964, il est entré en tant que novice au monastère de Rača, dans l'éparchie de Žiča en Serbie. Le 9 juillet 1967, il est devenu moine au monastère de Liplje, près de Kotor Varoš, dans l'actuelle république serbe de Bosnie. La même année, il alla poursuivre ses études au séminaire orthodoxe du monastère de Krka, en Dalmatie, études qui furent parachevées en 1971. Parallèlement, il fut ordonné hiérodiacre par l'évêque de Banja Luka Andrej le 14 janvier 1968 et il fut ordonné hiéromoine à Banja Luka le 14 juin 1970, ce dernier sacrement lui ouvrant une voie vers l'épiscopat.
Pour approfondir ses études théologiques, il fut ensuite envoyé à l'Académie spirituelle de Moscou, dont il sortit diplômé en 1975 avec une thèse portant sur l'Enseignement de saint Basile sur le monachisme. La même année, il fut envoyé par le Saint synode de l'Église orthodoxe serbe (en serbe cyrillique : Свети архијерејски синод Српске православне цркве) comme professeur au Séminaire des trois hiérarques du monastère de Krka. Le hiéromoine Jefrem fut élu vicaire l'évêque de Moravice le 1er juin 1978 et consacré le 17 septembre de la même année dans la cathédrale Saint-Michel de Belgrade par le patriarche serbe d'Allemagne, l'évêque de Žiča Stefan et par l'évêque de Dalmatie Nikolaj.

## Épiscopat

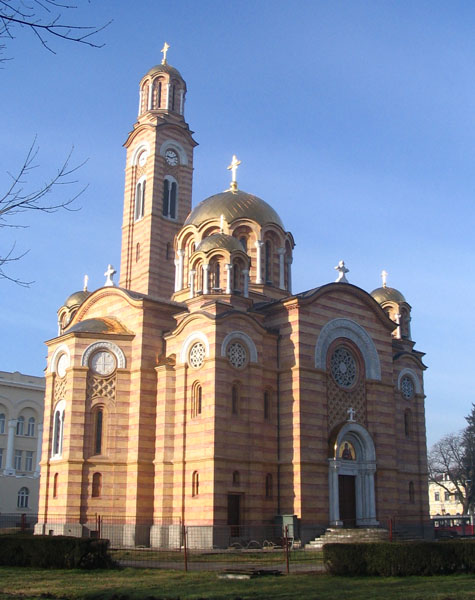
La Cathédrale orthodoxe serbe du Christ-Sauveur

Jefrem a été élu évêque de Banja Luka en mai 1980, succédant ainsi à l'évêque Andrej qui venait d'être lui-même élu évêque de Syrmie (Srem). Son couronnement a eu lieu dans la cathédrale de la Sainte-Trinité de Banja Luka. À son arrivée, le nouveau chef spirituel de l'éparchie trouvait au niveau étatique une situation politique beaucoup plus favorable que ses prédécesseurs Vasilije et Andrej. Néanmoins, il eut à affronter d'importants conflits religieux au moment de la guerre de Bosnie-Herzégovine. 
Depuis 2005, il est le président du comité Jasenovac. Dans cette perspective l'évêque Jefrem a accordé beaucoup de temps et d'effort à la reconstruction de l'ancienne cathédrale du Christ-Sauveur de Banja Luka détruite par les nazis et les oustachis croates en 1941 lors de la Seconde Guerre mondiale, les communistes yougoslaves en avaient interdit la réhabilitation jusqu'en 1991. Un premier service religieux y a été donné en septembre 2004. 
En 1998, sous l'épiscopat de Jefrem, l'ancien évêque de Banja Luka Platon (1874-1941) a été canonisé,.